# Pachydactylus caraculicus
Pachydactylus caraculicus är en ödleart som beskrevs av  Vivian William Maynard Fitzsimons 1959. Pachydactylus caraculicus ingår i släktet Pachydactylus och familjen geckoödlor. Inga underarter finns listade i Catalogue of Life.